# Schalkwijk (Haarlem)
Schalkwijk is het grootste stadsdeel in de gemeente Haarlem, de hoofdstad van de Nederlandse provincie Noord-Holland. Het stadsdeel beslaat ongeveer 25 procent van de totale oppervlakte van Haarlem, en is te vinden aan de zuidoostkant van Haarlem. In Schalkwijk woonden op 1 januari 2019, 33.168 mensen en zijn er zo'n 10.000 arbeidsplaatsen. Schalkwijk wordt aan de westzijde omsloten door het Spaarne en aan de zuidzijde door de Ringvaart van de Haarlemmermeerpolder.

## Geschiedenis

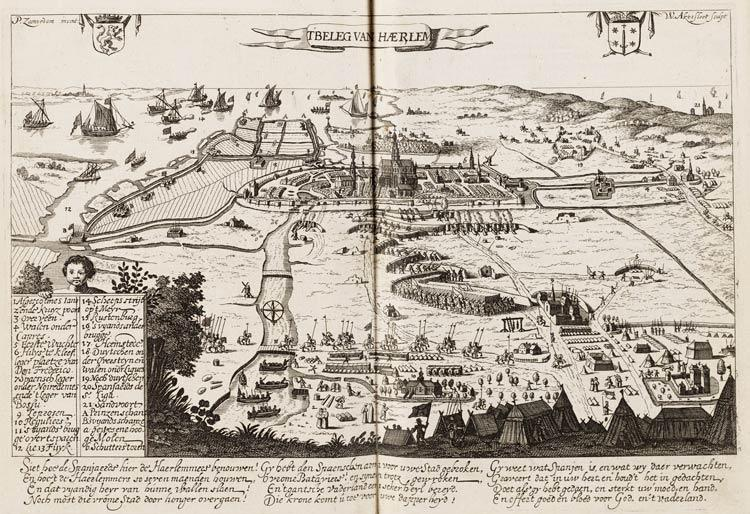
Kaart uit 1628 over het beleg van Haarlem in 1572. Linksboven zijn de weilanden van Schalkwijk te zien die worden omsloten door het Haarlemmermeer.

Schalkwijk heeft een lange historie, de naam wordt voor het eerst vermeld in 1310 in het catularium van Sint Jan. Hierin wordt beschreven dat voor twee stukken land in het ambacht Schalkwijk aan een geestelijke een jaarlijkse rente van 10 Hollandse ponden werd gelegateerd door Hugo, zoon van Bartradis, en zijn echtgenote Katharina. Schalkwijk bestond toen hoogstwaarschijnlijk al veel langer. Vermoed wordt dat het ambacht Schalkwijk tijdens of kort na de Grote Ontginning van de tiende en elfde eeuw gesticht is.
De ontginning van de grond was nodig door de bevolkingsgroei van Holland en de behoefte van plaatselijke overheden aan meer macht en aanzien, die ze kregen door de ontginning. Na de ontginning vestigden veel mensen zich langs de weteringen en de ontginningsdijken van het Spaarne en de Liede.
Schalkwijk behoorde tot 1963 tot de gemeente Haarlemmerliede en Spaarnwoude. Op 19 juni 1962 tekende koningin Juliana een wet waarin de grenzen van Haarlemmerliede, Spaarnwoude, Haarlem en Amsterdam gewijzigd werden. Op 1 oktober 1963 was Zuid-Schalkwijk officieel onderdeel van de gemeente Haarlem en werd daarna verder bebouwd.

## Stadsdeel Schalkwijk
De meeste woningen zijn gebouwd in de jaren zestig van de twintigste eeuw om het probleem van de woningnood op te lossen. De straten zijn breed opgezet en er is veel groen. 
Met de Zuidtangent heeft Schalkwijk een snelle busverbinding met de binnenstad van Haarlem en station Haarlem en in de andere richting met Vijfhuizen, Hoofddorp, Schiphol, Amstelveen en Amsterdam-Zuidoost.
Schalkwijk is een multicultureel stadsdeel: 60% van de inwoners heeft twee ouders die in Nederland geboren zijn, 10% heeft ten minste één ouder die in een ander 'Westers land' geboren is, en 30% heeft ten minste één ouder die in een 'niet-westers land' geboren is. Schalkwijk telt 15.655 woningen, zo'n 9.500 hiervan zijn hoogbouw oftewel flats, de meeste andere huizen zijn eengezinswoningen.

### Winkelcentrum Schalkwijk
In het midden van Schalkwijk ligt een groot overdekt winkelcentrum met meer dan 125 winkels. Onder meer Albert Heijn, Wibra, DekaMarkt, en HEMA zijn er gevestigd.

### Spaarne Gasthuis
De locatie Haarlem-Zuid van het Spaarne Gasthuis in Schalkwijk maakt vanaf 2020 gefaseerd plaats voor een nieuw ziekenhuis op de hoek van de Europaweg en Boerhaavelaan.

## Ontwikkelzones
In Schalkwijk is een tweetal ontwikkelzones aangewezen: de Europawegzone en de Schipholwegzone (gedeeltelijk ook in Haarlem-Oost). Deze zijn nodig om te kunnen voorzien in de nodige woningen. Tegelijk daarmee worden voorzieningen toegevoegd en wordt ook de openbare ruimte onder handen genomen.
De ontwikkelstrategie voor de Europawegzone besteedt volgens de gemeente aandacht aan verkeer en mobiliteit, duurzaamheid en de gezondheidseffecten van stedenbouwkundige plannen, onder meer door rekening te houden met ruimte voor scholen, sport en zorgvoorzieningen. Met het toevoegen van woningen in de duurdere huur- en koopsegmenten wordt bijgedragen aan een grotere diversiteit in de woningvoorraad in Schalkwijk. Het omvormen van de Europaweg naar Stadsstraat Schalkwijk is een belangrijke doelstelling in de ontwikkelstrategie. De stadsstraat biedt fietsers, voetgangers en ov-gebruikers een prettige en levendige verbinding tussen Schalkwijk en het centrum.

## Wijken en Buurtschappen
Schalkwijk omvat:
- Europawijk (noordwest) (postcode 2034)
- Boerhaavewijk (noordoost) (2035) met het Spaarne Gasthuis, Locatie Zuid
- Meerwijk (zuidoost) (2037)
- Molenwijk (zuidwest) (2036)
- buurtschap Zuid-Schalkwijk (westen) (2034 JD-JN)
- Buurtschap Vijfhuizen (zuidoost) (2037 GZ)

## Monumenten
In Schalkwijk bevinden zich vier rijksmonumenten, waaronder drie historische windmolens.